# Jordbävningen i Nicaragua 1992
Jordbävningen i Nicaragua 1992 inträffade vid Nicaraguas kust den 2 september 1992. Vissa skador rapporterades även från Costa Rica. Minst 116 personer dödades, och ännu fler skadades. Skalvet inträffade i ett av de mest aktiva områdena för stress och deformering. Skalvet utlöste tsunamiers.
Skalvet var den första tsunamijordbävningen att rapporteras på moderna bredbandsinstrument. och ursprungligen uppskattades vågmagnituden på ytan till 7,2.

### Fotnoter
1. 1 2  Significant Earthquakes of the World in 1992 Arkiverad 12 september 2009 hämtat från the Wayback Machine. United States Geological Survey
2. ↑  Kanamori, Hiroo; Masayuki Kikuchi (February 1993). ”The 1992 Nicaragua earthquake: a slow tsunami earthquake associated with subducted sediments”. Nature 361 (361):  sid. 714. doi:10.1038/361714a0. Arkiverad från originalet den 3 maj 2008. https://web.archive.org/web/20080503221708/http://www.nature.com/nature/journal/v361/n6414/abs/361714a0.html. Läst 6 juni 2008.
3. ↑  ”The Earthquake and Tsunami of 2 September 1992 in Nicaragua”. George Pararas-Carayannis. 2000-2007. Arkiverad från originalet den 17 maj 2008. https://web.archive.org/web/20080517124739/http://www.drgeorgepc.com/Tsunami1992Nicaragua.html. Läst 9 juni 2008.